# Оймесвіль
«Оймесвіль» (нім. Eumeswil) — науково-фантастичний роман німецького письменника Ернста Юнгера, опублікований 1977 року у видавництві «Клетт-Кота».

## Короткий опис
Дія роману відбувається в постапокаліптичному світі без точної дати, імовірно в Марокко. Автор описує життя і думки Мануеля Венатора, історика з міста-держави Оймесвіля, який також працює неповний робочий день у нічному барі Кондора, тирана, що панує над містом.
Ключова тема роману — фігура анарха, внутрішньо вільної особистості, яка живе самодостатнім життям у суспільстві й у світі, але насправді не є його частиною. За задумом Юнгера, анарх є ідеальною фігурою суверенної особистості. На філософську концепцію Юнгера, втілену в цьому романі великий вплив мав мислитель антиліберального егоїзму Макс Штірнер. І справді, анарх у романі спирається на концепцію Штірнера про унікальне (der Einzige). Анарх є особистістю, яка відмовляється бути зв'язаною з тим, що перебуває поза нею, але вважає зовнішній світ своїм володінням та прагне розвивати його витонченим і критичним способом.